# Direção-Geral do Património Cultural

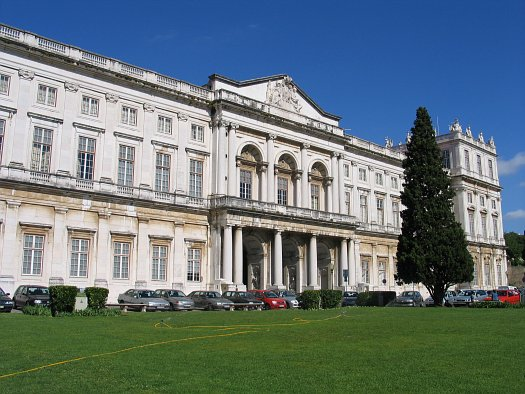
Palácio Nacional da Ajuda, monumento nacional, onde funcionava antigamente o IPPAR, o seu subsequente IGESPAR e a atual DGPC

A Direção-Geral do Património Cultural  (DGPC) foi um serviço central da administração direta do Estado que "tem por missão assegurar a gestão, salvaguarda, valorização, conservação e restauro dos bens que integrem o património cultural imóvel, móvel e imaterial do País, bem como desenvolver e executar a política museológica nacional."
Resultou da fusão entre o Instituto de Gestão do Património Arquitectónico e Arqueológico, I. P. (IGESPAR) e o Instituto dos Museus e da Conservação, I. P. (IMC), ocorrida em 2011.
A 1 de janeiro de 2024, foi sucedida nas suas atribuições pelo Património Cultural, I.P., e pela Museus e Monumentos de Portugal, E.P.E..

## Missão
Com a extinção do IGESPAR e do IMC a 29 de dezembro de 2011, surge a DGPC, que passa a assumir as competências e atribuições dos dois organismos extintos, nomeadamente:
1. Propor a classificação e inventariação de bens imóveis de interesse nacional e de interesse público de relevância arquitetónica e arqueológica e, quando for o caso, estabelecer zonas especiais de proteção;
2. Elaborar(...) planos, programas e projectos para a execução de obras e intervenções (...) em imóveis classificados ou em vias de classificação ou situados nas respetivas zonas de protecção(...);
3. Assegurar(...) a gestão e valorização do património cultural arquitetónico e arqueológico (...);
4. Promover e assegurar o inventário geral do património cultural (...);
5. Pronunciar -se sobre o impacte de planos ou grandes projetos e obras, tanto públicos como privados, e propor as medidas de proteção e as medidas corretivas e de minimização que resultem necessárias para a proteção do património cultural arquitetónico e arqueológico;

## Bibliotecas DGPC
A DGPC possui um conjunto de serviços de documentação muito relevante que constitui um ativo estratégico importante no quadro da sociedade da informação e do conhecimento. Entre os serviços centrais, museus e monumentos possui 25 bibliotecas e centros de documentação, a maioria das quais com acesso público. Estes serviços documentais disponibilizam mais de 200.000 registos bibliográficos.
As bibliotecas são:
- Biblioteca da Ajuda
- Biblioteca do Palácio Nacional de Mafra
- Biblioteca de Arqueologia
- Biblioteca de Conservação e Museus
- Biblioteca de Património
- Biblioteca da Casa-Museu Dr. Anastácio Gonçalves
- Biblioteca do Convento de Cristo
- Biblioteca do Mosteiro da Batalha
- Biblioteca do Mosteiro de Alcobaça
- Biblioteca do Mosteiro dos Jerónimos
- Biblioteca do Museu Monográfico de Conimbriga
- Biblioteca do Museu Nacional da Música
- Biblioteca do Museu Nacional de Arqueologia
- Biblioteca do Museu Nacional de Arte Antiga
- Biblioteca do Museu Nacional de Arte Contemporânea do Chiado
- Biblioteca do Museu Nacional de Etnologia
- Biblioteca do Museu Nacional do Azulejo
- Biblioteca do Museu Nacional do Teatro e da Dança
- Biblioteca do Museu Nacional do Traje
- Biblioteca do Museu Nacional dos Coches
- Biblioteca do Museu Nacional Grão Vasco
- Biblioteca do Museu Nacional Machado de Castro
- Biblioteca do Museu Nacional Soares dos Reis
- Biblioteca do Palácio Nacional da Ajuda
- Biblioteca do SIPA - Forte de Sacavém

### Biblioteca de Arqueologia (BA)
A Biblioteca de Arqueologia (BA) herdou o espólio do Instituto Português de Arqueologia. Este era, na sua maior parte, oriundo do Instituto Arqueológico Alemão, que o cedeu, em regime de comodato, ao Estado Português, aquando da extinção da sua delegação de Lisboa, em 1999. O acervo possuía perto de 55.000 registos bibliográficos, divididos por cerca de 1.400 títulos de periódicos (metade dos quais activos e actualizados), 23.000 títulos de analíticos e 30.000 títulos monográficos.

## Bases de Dados
As bases de dados eram anteriormente dependentes do Instituto dos Museus e da Conservação, I.P. e passaram para a dependência da Direção-Geral do Património Cultural.

### MatrizNet
Faculta a informação contida nas fichas de inventário de bens museológicos, assim como a informação relativa a bibliografia e a exposições temporárias dos museus dependentes da DGPC. Tem cerca de 40.000 entradas e possibilita a realização de pesquisas transversais nas colecções dos museus, em obras de uma determinada época histórica, período artístico ou autoria.
- Colecções
- Exposições Temporárias

### MatrizPCI
Base de informação de suporte ao Inventário Nacional do Património Cultural Imaterial, permitindo além das pesquisas de manifestações imateriais inventariadas, a consulta de recursos de referência sobre património imaterial, incluindo legislação e normativos, edições eletrónicas e documentação técnica de relevância para a promoção da salvaguarda do Património Cultural Imaterial.
- Pesquisa do Inventário
- Iniciar o procedimento de inventário de manifestações imateriais

### MatrizPix
Permite a pesquisa sobre fundos fotográficos, em suporte digital, produzidos e geridos pela DGPC, designadamente os relativos à documentação das colecções dos Museus e Palácios Nacionais. Possui uma área de apresentação de Exposições fotográficas, quer constituam versões online de exposições apresentadas pela ADF/DGPC em museus e galerias, quer constituam exposições concebidas especificamente para acesso através do MatrizPIX. Permite ainda a selecção e pedido online de imagens. Possui cerca de 30.000 entradas.
- Pesquisa de Imagens
- Exposições Online
- Pedido de Imagens

### Ulysses
"Sistema de informação do património classificado", base de dados do ex-IGESPAR, para o inventário de património imóvel, vocacionado para a gestão da informação relativa a património arquitetónico e arqueológico sujeito a proteção legal.

### Endovélico
"Sistema de informação e Gestão Arqueológica", base de dados vocacionada para a gestão da informação relativa a sítios arqueológicos, que permite também a desmaterialização de processos e a inserção de dados a partir do exterior, através do Portal do Arqueólogo.

### SIPA
"Sistema de Informação para o Património Arquitectónico", base de dados com informação e documentação sobre património arquitetónico, urbanístico e paisagístico português e de origem ou matriz portuguesas.